# Harald Bojé

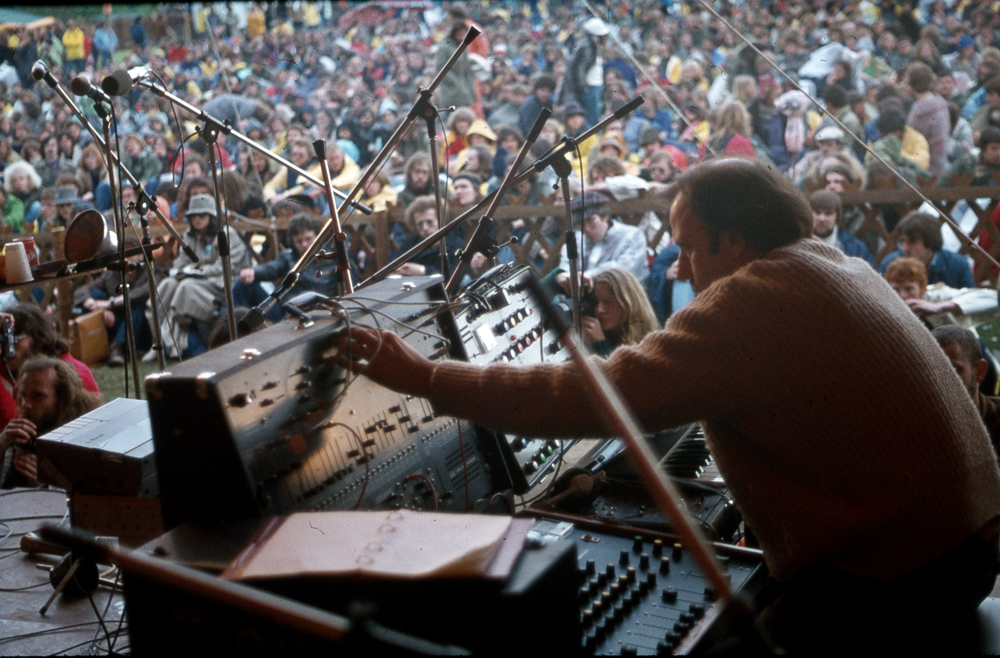
Harald Bojé, 1978 New Jazz Festival Moers moers festival

Harald Bojé (* 9. Dezember 1934 in Göttingen; † 27. November 1999 in Wuppertal) war ein deutscher Pianist (auch Elektronium, Synthesizer), der vor allem als Interpret der Neuen Musik und Improvisator hervorgetreten ist.

## Leben und Wirken
Bojé studierte Klavier an der Musikakademie Stuttgart. 1966 gewann er als Pianist den 1. Preis beim Gaudeamus-Wettbewerb für Interpreten Neuer Musik. In den 60er Jahren war er Teil der Kölner Szene Neuer Musik und spielte unter anderem im Kölner Ensemble für Neue Musik mit Mauricio Kagel.
Seit Mitte der 1960er Jahre wirkte er an der Interpretation der Werke Karlheinz Stockhausens mit und war bis Mitte der 70er Jahre festes Mitglied des Stockhausen-Ensembles. In dieser Zeit war er an allen wichtigen Projekten Stockhausens beteiligt. Zunächst an der Hamburger Uraufführung von „Mixtur“; auch spielte er regelmäßig die Klavierwerke im Rahmen von Stockhausens Konzerten.
Klanglich aus heutiger Sicht wichtiger wurde das Electronium Pi, das er modifizierte und in der Kammermusik Stockhausens einsetzte. Im Stockhausen-Ensemble wurde er auch mit der Improvisationsmusik vertraut („Nachtmusik“/Aus den sieben Tagen 1969). Damals spielten dort auch die später als Jazz-Musiker berühmt gewordenen Michel Portal und Jean-François Jenny-Clark. Stockhausen beschrieb in seinen eigenen Notizen 1969 die Musiker seines Ensembles, dabei charakterisierte er Bojé musikalisch als „beste dynamische Kraft, Reize setzend und ein (positiver) Agitator“.
In den 1970er Jahren kam es zur Begegnung mit Günter Christmann und Detlef Schönenberg, die auf der FMP-Platte Remarks dokumentiert wurde; 1978 konzertierte er in diesem Trio auf dem Moers Festival. 1980 trat er mit einer Improvisationsgruppe auf, zu der Wolfgang Schmidtke, Martin Zuhr, Matthias Burkert und Gerd Rataj gehörten.
Die Online-Quelle Discogs listet zum 5. November 2019 in der unvollständigen Diskographie 40 Einträge.
Pädagogische Arbeit: Ab 1971 lehrte er als Dozent für Klavier an der Musikakademie Wuppertal, später dann als Professor an der Wuppertaler Abteilung der Hochschule für Musik Rheinland, in der die Akademie aufging.
Auch verfasste er eine zweibändige „Klavierstunde“, die ab 1982 bei Klett erschien. Seine "Klavierschule für Anfänger" erschien Anfang der 80er Jahre bei der Universal Edition. Sie war eine der ersten Schulen, die Mittel der Neuen Musik für pädagogische Ziele nutzte. In seiner „Klavierliteratur für Fortgeschrittene“ (Universal Edition) versammelte er Werke des 20. Jahrhunderts aus der Klassik und dem Jazz.